# Promerops
Promerops is een geslacht van vogels uit de familie Afrikaanse suikervogels (Promeropidae). Het geslacht telt twee soorten.

## Soorten
- Promerops cafer – Kaapse suikervogel
- Promerops gurneyi – Gurneys suikervogel